# 庚丁
庚丁（？—前1147年），甲骨文作康丁、康祖丁或康且丁，姓子，名嚣，是商朝第27位國王。祖甲之子，前任國王廩辛之弟，定都於殷。死後由子武乙繼位。

## 在位年數
現今流傳文獻記載的康丁在位年數有6種說法：
- 在位六年，《資治通鑑外紀》、《通志》。
- 在位八年，《今本竹書紀年》。
- 在位十一年，《通志》卷3上注引《帝王本紀》。
- 在位二十一年，《皇極經世》、《資治通鑑前編》、《文獻通考》。
- 在位二十三年，《資治通鑑外紀》卷2注引《帝王本紀》。
- 在位三十一年，《太平御覽》卷83引《史記》。

## 家庭

### 妻
- 妣辛，甲骨文作“康丁配妣辛”[a]

### 子
- 武乙